# Бойл, Сьюзан
Сью́зан Магдалейн Бойл (англ. Susan Magdalane Boyle; 1 апреля 1961, Блэкберн, Западный Лотиан, Шотландия) — шотландская певица, ставшая известной благодаря участию в шоу «Britain's Got Talent» 11 апреля 2009 года.

## Биография
Бойл появилась на свет в маленьком шотландском городе Блэкбёрн, расположенном в области Западного Лотиана. Её родители были ирландскими иммигрантами. В семье Сьюзан стала самой младшей из десяти детей (четырёх братьев и шести сестёр), из которых выжило шестеро. Мать родила Бойл в 45-летнем возрасте. Газета «The Sunday Times» писала, что роды были весьма трудными: ребёнок на короткое время лишился доступа к кислороду, что грозило развитием хронического дефицита памяти. Подобные осложнения сказались на способностях к учёбе и привели к появлению в школе клички «глупышка Сюзи»(англ. Susie Simple), однако Сьюзан быстро научилась не обращать внимания на тех, кто над ней смеялся.
После окончания школы Бойл стала поваром-стажёром в колледже Западного Лотиана, где проработала в течение шести месяцев. Время от времени она посещала театр, тратя последние деньги, чтобы послушать профессиональных певцов.
Отец Сьюзан умер в 1990 году, а мать дожила до преклонных лет и скончалась в 2007 году в возрасте 91 года. Бойл проживает в семейном доме.
Она окончила курсы социального работника в Университете королевы Маргарет (англ. Queen Margaret University) в Эдинбурге. 7 июля 2012 года стало известно, что университет присвоил Сьюзан Бойл почётную докторскую степень за вклад в развитие творческой индустрии.

## Britain’s Got Talent
11 апреля 2009 года Сьюзан поразила зрителей сильным голосом и исполнением песни «I Dreamed a Dream» из мюзикла «Отверженные». Её выступление быстро стало известным, получив высокие оценки. Его показывали многие СМИ, в том числе и российские.
30 мая состоялся финал конкурса, в котором Сьюзан заняла второе место, уступив группе уличных танцоров Diversity. На следующий день певица попала в больницу из-за связанного с этим нервного срыва.
До своего звёздного часа Бойл как минимум дважды принимала участие в различных музыкальных конкурсах. В возрасте 22 лет она выступала на конкурсе в городе Мазервелл, где проживает её сестра, с композицией «The Way We Were». В 1995 году Сьюзан прослушивалась у Майкла Бэрримора (впоследствии она призналась, что была слишком взволнована, чтобы произвести хорошее впечатление).
С момента появления записи её выступления на сайте YouTube посмотрели сотни миллионов раз.
В 2010 году певица выпустила альбом «The Gift», который возглавил чарты Англии в США и был номинирован на премию Грэмми.

## Награды
| Год  | Номинация               | Категория                                | Итог      |
| ---- | ----------------------- | ---------------------------------------- | --------- |
| 2011 | 53-я церемония «Грэмми» | Лучший вокальный поп альбом              | Номинация |
| 2012 | 54-я церемония «Грэмми» | Лучший традиционный вокальный поп-альбом | Номинация |

## Филантропия

### Благотворительные выступления
26 января 2010 года Бойл спела вместе с другими известными исполнителями на благотворительной пластинке "Everybody Hurts", подготовленной Саймоном Коуэллом для оказания помощи жертвам землетрясения на Гаити 30 января 2010 года Бойл выступила на благотворительном гала-концерте Indsamling, телемарафоне для Гаити и Африки, проходившем в концертном зале "Тиволи" в Копенгагене, Дания.
Бойл участвовала в трех крупных британских благотворительных телемарафонах. 19 марта 2010 года она спела для благотворительной организации "Sport Relief" на BBC One. 18 марта 2011 года она исполнила дуэт "Я знаю его так хорошо" с Питером Кеем в "Comic Relief"; в дополнение к телевизионному выступлению дуэт был продан на CD, DVD и скачан в MP3 формате, чтобы собрать больше денег на благотворительность. Диск занял 21-е место в списке проданных дисков Comic Relief за все время. На данный момент она выступала на телемарафоне BBC Children in Need пять раз: 19 ноября 2010 года; 18 ноября 2011 года, и 16 ноября 2012 года. 16 ноября 2013 года. 14 ноября 2014 года.
10 ноября 2010 года Бойл выступила на церемонии вручения премии Pride of Britain Awards в Лондоне. 19 марта 2011 года в Глазго на церемонии вручения премии Scottish Variety Awards Бойл выступила; собранные деньги были пожертвованы благотворительной организации Cash for Kids.
28 августа 2013 года Бойл отправилась со сборной Лотиана на летние национальные игры Специальной олимпиады Великобритании в Бате. Вечером она выступила на церемонии открытия Специальной олимпиады Великобритании в Королевском полумесяце в Бате, Англия, а также осталась наблюдать за соревнованиями и вручать медали победителям первого дня.
14 августа 2013 года было объявлено, что Бойл будет петь на 30-летии хосписа принца и принцессы Уэльской на эстрадном концерте в Клайд Аудиториум в Глазго 27 октября 2013 года.

### Сообщество и вера
16 сентября 2010 года Бойл пела на Торжественной Мессе, в честь папы Бенедикта XVI в Глазго в Беллахустон-парке, где присутствовали 65 000 человек.
В течение трех лет Бойл запускала кампанию Wee Box для Шотландского католического фонда международной помощи (SCIAF) в Глазго 9 марта 2011 года, 21 февраля 2012 года, и 12 февраля 2013 года.
В мае 2012 года сообщалось, что Бойл станет покровительницей театра Regal Theatre в Батгейте, где она впервые исполнила "I Dreamed a Dream".
24 октября 2012 года Бойл вместе с хорами жен военнослужащих Западной Шотландии и Эдинбургского гарнизона выступила с обращением Poppy Scotland на ступенях Королевского концертного зала Глазго.

### Другое
В январе 2012 года Бойл пожертвовала платье для выступления, которое она надевала на America's Got Talent 31 августа 2011 года, британскому благотворительному фонду памяти Лоры Макфи (астма). Платье было продано на аукционе за 521 фунт стерлингов и помогло повысить осведомленность о благотворительности.
В июле 2012 года Бойл пожертвовала платье для выступлений, разработанное Сюзанной Невилл, которое она носила на выступлениях в Мадриде на "шоу Аны Розы" 12 февраля 2010 года и в Париже на "Vivement Dimanche" 17 февраля 2010 года. Было собрано 6523 фунта стерлингов, которые были переданы фонду принца.
Также в июне 2013 года Бойл пожертвовала на аукцион платье для выступления, которое она надевала на Шоу Опры 19 октября 2010 года, а вырученные от аукциона средства пошли на кампанию Metro Radio в Ньюкасле, Англия, Cash For Kids, а все собранные средства пойдут детям из неблагополучных семей по всему региону. Выигрышная ставка составила 400 фунтов стерлингов.
Перед выступлением на Международном музыкальном фестивале "Белые ночи Санкт-Петербурга" в Ледовом дворце в Санкт-Петербурге, Россия, 13 июня 2013 года Бойл посетила Детскую больницу № 17 и преподнесла больнице в подарок анестезиологический аппарат.
28 октября 2013 года было объявлено, что Бойл стала новым послом организации Save the Children UK. 8 декабря 2013 года Бойл выпустила музыкальное видео, в котором дети из программы FAST поют "O Come All Ye Faithful" вместе с Элвисом Пресли. Все авторские отчисления пойдут в фонд "Спасем детей" в Великобритании, а собранные в США деньги будут переданы Благотворительному фонду Элвиса Пресли.

## Дискография

### Альбомы
1. 2009 — I Dreamed a Dream, — более 14 млн проданных копий по всему миру
2. 2010 — The Gift, — более 1,8 млн проданных копий в США
3. 2011 — Someone To Watch Over Me, — релиз 1 ноября 2011 года
4. 2012 — Standing Ovation: The Greatest Songs From The Stage, — релиз 19 ноября 2012 года[11]
5. 2013 — Home for Christmas
6. 2014 — Hope
7. 2016 — A Wonderful World

### Синглы
- 2009 Wild Horses (iTunes)

## Туры
- 2013—2014 Susan Boyle in Concert